# Dendrobium laevifolium
Dendrobium laevifolium är en orkidéart som beskrevs av Otto Stapf. Dendrobium laevifolium ingår i släktet Dendrobium, och familjen orkidéer. Inga underarter finns listade i Catalogue of Life.